# Тадзири (посёлок)
Тадзири (яп. 田尻町 Тадзири-тё:) — посёлок в Японии, находящийся в уезде Сеннан префектуры Осака. Площадь посёлка составляет 5,24 км², население — 8624 человека (1 августа 2014), плотность населения — 1645,80 чел./км².

## Географическое положение
Посёлок расположен на острове Хонсю в префектуре Осака региона Кинки. С ним граничат города Идзумисано, Сеннан.

## Население
Население посёлка составляет 8624 человека (1 августа 2014), а плотность — 1645,80 чел./км². Изменение численности населения с 1980 по 2005 годы:
| 1980 | 7519 чел. |  |
| 1985 | 7223 чел. |  |
| 1990 | 6540 чел. |  |
| 1995 | 6285 чел. |  |
| 2000 | 6785 чел. |  |
| 2005 | 7240 чел. |  |

## Символика
Деревом посёлка считается сосна, цветком — космея, птицей — полевой воробей.